# كارلوس غوتيريز (محامي)
كارلوس غوتيريز (بالإسبانية: Carlos Gutiérrez)‏ هو دبلوماسي ومحامي هندوراسي، ولد في 1818 في تيغوسيغالبا في هندوراس، وتوفي في 1892 في سان سيباستيان في إسبانيا.